# Sanogasta (araña)
Sanogasta es un género de arañas araneomorfas de la familia Anyphaenidae. Se encuentra en Sudamérica.

## Especies
Según The World Spider Catalog 12.0:
- Sanogasta alticola (Simon, 1896)
- Sanogasta approximata (Tullgren, 1901)
- Sanogasta backhauseni (Simon, 1895)
- Sanogasta bonariensis (Mello-Leitão, 1940)
- Sanogasta maculatipes (Keyserling, 1878)
- Sanogasta maculosa (Nicolet, 1849)
- Sanogasta mandibularis Ramírez, 2003
- Sanogasta minuta (Keyserling, 1891)
- Sanogasta paucilineata (Mello-Leitão, 1945)
- Sanogasta pehuenche Ramírez, 2003
- Sanogasta puma Ramírez, 2003
- Sanogasta rufithorax (Tullgren, 1902)
- Sanogasta tenuis Ramírez, 2003
- Sanogasta x-signata (Keyserling, 1891)